# Pasłęka
Die Pasłęka, [pasˈwɛŋka], deutsch Passarge, ist ein Fluss in  der polnischen Woiwodschaft Ermland-Masuren. 
Die 145 Kilometer lange Pasłęka entspringt auf dem Preußischen Landrücken nördlich von Olsztynek (Hohenstein) bei dem Dorf Gryźliny (Grieslienen) in der Gemeinde Stawiguda (Stabigotten) und mündet, nachdem sie westlich von Orneta (Wormditt) die Drwęca Warmińska (Drewenz) und weiter nördlich die Wałsza (Walsch) aufgenommen hat, unterhalb von Braniewo (Braunsberg) in das Frische Haff. Die letzten neun Kilometer ab Braniewo ist sie schiffbar.

## Der Name Passarge
Der Name Passarge leitet sich ab aus prußisch pa: „bei“ und indogermanisch ser-, sor-: „fließen, strömen“. Urkundlich wurden folgende Namen genannt:
- 1251 que der Seria
- 1252 Passerie
- 1267 fluvii dicti Seria
- 1279 circa Sergiam aquam
- 1327 zcu dem wasser Serie
- 1341 fluvii dicti Passeria
- 1374 ad fluuium Passeriam; alias Seriam; vlyse Passeria adir Seria genannt
- 1507 Passerge
- um 1790 Passarge.

## Belege
1. ↑  Ramowa Dyrektywa Wodna. Dorzecze Wisły. Krajowy Zarząd Gospodarki Wodnej, archiviert vom Original (nicht mehr online verfügbar) am 26. Dezember 2015; abgerufen am 26. Dezember 2015 (polnisch).  Info: Der Archivlink wurde automatisch eingesetzt und noch nicht geprüft. Bitte prüfe Original- und Archivlink gemäß Anleitung und entferne dann diesen Hinweis.